# اندیس کرتزین
کرتزین یک اندیس غیرفلزی است که در حوالی شهر درپهن استان هرمزگان قرار دارد و مادهٔ معدنی موجود در آن، گوگرد است.سنگ میزبان این اندیس ماسه سنگ,شیل,سیلت استون است  